# Henok Mulubrhan
Henok Mulubrhan   (Asmara, 11 de novembre de 1999) és un ciclista eritreu, professional des del 2020. Actualment corre a l'equip Astana Qazaqstan Team.
Nascut a Asmara començà practicant amb bicicleta de muntanya, disputant les primers curses el 2014. El 2016 va representar el seu país al Campionat del Món júnior de Doha. El 2018 es proclamà campió d'Eritrea i subcampió d'Àfrica en la categoria sub-23. Aquell juliol es va incorporar a l'equip del Centre mundial del ciclisme que ajuda ciclistes de països amb poques infraestructures.
El 2020 i el 2021 va córrer al segon equip de la formació World Tour NTT Pro Cycling. De cara al 2022 va firmar un contracte amb l'equip del World Tour Qhubeka, però l'equip sud-africà es va dissoldre a finals del 2021, per la qual cosa el contracte va quedar en no-res. Finalment es va incorporar a l'equip continental alemany Bike Aid. Al març es va proclamar campió africà en carretera i per equips i fou segon en la contrarellotge. L'abril de 2002 fitxà pel Bardiani CSF Faizanè.
El 2023 guanyà la general del Tour de Ruanda.

## Palmarès
- 2018
  -  Campió d'Eritrea en ruta sub-23
  - Vencedor d'una etapa al Tour de l'Espoir
- 2019
  - Campió d'Africa en carretera sub-23
- 2022
  - Campió d'Africa en carretera
  - Campió d'Africa en contrarellotge per equips, amb Aklilu Gebrehiwet, Mikiel Habtom  i Dawit Yemane
- 2023
  - Campió d'Africa en carretera
  - 1r al Tour de Ruanda i vencedor de 2 etapes
  - 1r a la Volta al llac Qinghai i vencedor d'una etapa
- 2024
  - Campió d'Africa en carretera
- 2025
  - Vencedor d'una etapa al Tour de Ruanda
  - 1r a la Volta al llac Qinghai i vencedor d'una etapa

### Resultats al Giro d'Itàlia
- 2023. 87è de la classificació general
- 2024. 47è de la classificació general